# Club Patí Vic
Il Club Patí Vic, meglio noto come CP Vic o Vic, è un club di hockey su pista avente sede a Vic. I suoi colori sociali sono il bianco e il rosso.
Nella sua storia ha vinto in ambito nazionale quattro Coppe del Re e due Supercoppe di Spagna; in ambito internazionale vanta una Coppa CERS e una Coppa Intercontinentale.
La squadra disputa le proprie gare interne presso il Pavelló Olímpic de Vic, a Vic.

## Cronistoria
| Cronistoria del Club Patí Vic |
| --- |
| - 1951 · Fondazione del Club Patí Vic. - 1951 · 2ª divisione campionato de Catalunya. - 1952 · 2ª divisione campionato de Catalunya. - 1953 · 2ª divisione campionato de Catalunya. - 1954 · 2ª divisione campionato de Catalunya. - 1955 · 2ª divisione campionato de Catalunya. Promosso in 1ª divisione campionato de Catalunya. - 1956 · 11º in 1ª divisione campionato de Catalunya. - 1957 · 6º in 1ª divisione campionato de Catalunya. Retrocesso in 2ª divisione campionato de Catalunya. - 1958 · 2ª divisione campionato de Catalunya. - 1959 · 2ª divisione campionato de Catalunya. - 1960 · 2ª divisione campionato de Catalunya. - 1961 · 2ª divisione campionato de Catalunya. Promosso in 1ª divisione campionato de Catalunya. - 1962 · 10º in 1ª divisione campionato de Catalunya. - 1963 · 14º in 1ª divisione campionato de Catalunya. Retrocesso in 2ª divisione campionato de Catalunya. - 1964 · 2ª divisione campionato de Catalunya. - 1965 · 2ª divisione campionato de Catalunya. Eliminato agli ottavi di finale di Coppa del Generalissimo. - 1966 · 2ª divisione campionato de Catalunya. - 1967 · 2ª divisione campionato de Catalunya. - 1968 · 2ª divisione campionato de Catalunya. - 1969 · 2ª divisione campionato de Catalunya. Ammesso alla Primera División. - 1969-1970 · 2º in Primera División. Promosso in División de Honor. Eliminato agli ottavi di finale di Coppa del Generalissimo. - 1970-1971 · 13º in División de Honor. Retrocesso in Primera División. Eliminato agli ottavi di finale di Coppa del Generalissimo. - 1971-1972 · 3º in Primera División. Eliminato agli ottavi di finale di Coppa del Generalissimo. - 1972-1973 · 2º in Primera División. Promosso in División de Honor. - 1973-1974 · 9º in División de Honor. Eliminato ai quarti di finale di Coppa del Generalissimo. - 1974-1975 · 6º in División de Honor. Eliminato in semifinale di Coppa del Generalissimo. - 1975-1976 · 8º in División de Honor. Eliminato ai quarti di finale di Coppa del Generalissimo. - 1976-1977 · 10º in División de Honor. Eliminato agli ottavi di finale di Coppa del Re. - 1977-1978 · 4º in División de Honor. Eliminato ai quarti di finale di Coppa del Re. - 1978-1979 · 4º in División de Honor. Eliminato in semifinale di Coppa del Re. - 1979-1980 · 4º in División de Honor. Eliminato agli ottavi di finale di Coppa del Re. - 1980-1981 · 10º in División de Honor. Eliminato agli ottavi di finale di Coppa CERS. - 1981-1982 · 7º in División de Honor. Eliminato in semifinale di Coppa del Re. - 1982-1983 · 10º in División de Honor. - 1983-1984 · 10º in División de Honor. Eliminato agli ottavi di finale di Coppa del Re. - 1984-1985 · 14º in División de Honor. Retrocesso in Primera División. - 1985-1986 · In Primera División. Promosso in División de Honor. - 1986-1987 · 13º in División de Honor. Retrocesso in Primera División. - 1987-1988 · In Primera División. Promosso in División de Honor. - 1988-1989 · 5º girone B 1ª fase, 6º girone retrocessione in División de Honor. Retrocesso in Primera División. - 1989-1990 · In Primera División. Promosso in División de Honor. - 1990-1991 · 4º girone A 1ª fase, 8º girone titolo in División de Honor. Eliminato ai primo turno di Coppa del Re. - 1991-1992 · 4º girone A 1ª fase, 8º girone titolo in División de Honor. Eliminato ai quarti di finale di Coppa del Re. - 1992-1993 · 5º in División de Honor. Eliminato in semifinale di Coppa del Re. - 1993-1994 · 7º in División de Honor. Eliminato ai quarti di finale di Coppa del Re. Finalista di Coppa CERS. - 1994-1995 · 5º girone A 1ª fase, 1º girone retrocessione in División de Honor. Finalista di Coppa del Re. - 1995-1996 · 2º girone A 1ª fase, 5º girone titolo in División de Honor. Eliminato ai primo turno di Coppa del Re. - 1996-1997 · 2º girone A 1ª fase, 3º girone titolo in División de Honor. Eliminato in semifinale di Coppa del Re. Eliminato agli ottavi di finale di Champions League. - 1997-1998 · 2º in División de Honor. Eliminato ai quarti di finale di Coppa del Re. Eliminato agli ottavi di finale di Champions League. - 1998-1999 · 5º in División de Honor. Vince la Coppa del Re (1º titolo). Eliminato alla fase a gironi di Champions League. - 1999-2000 · 7º in División de Honor. Eliminato in semifinale di Coppa del Re. Eliminato alla fase a gironi di Champions League. - 2000-2001 · 6º in División de Honor, finalista dei play-off. Eliminato ai quarti di finale di Coppa del Re. Vince la Coppa CERS (1º titolo). - 2001-2002 · 10º in División de Honor. Eliminato ai quarti di finale di Coppa del Re. Eliminato alla fase a gironi di Champions League. Finalista di Coppa Continentale. - 2002-2003 · 2º in OK Liga, eliminato in semifinale dei play-off. Finalista di Coppa del Re. - 2003-2004 · 6º in OK Liga, eliminato ai quarti di finale dei play-off. Eliminato ai quarti di finale di Coppa del Re. Eliminato alla fase a gironi di Champions League. - 2004-2005 · 6º in OK Liga, eliminato in semifinale dei play-off. Finalista di Coppa del Re. Eliminato al primo turno di Coppa CERS. - 2005-2006 · 3º in OK Liga, eliminato in semifinale dei play-off. Eliminato in semifinale di Coppa del Re. Finalista di Supercoppa di Spagna. Eliminato alla fase a gironi di Champions League. - 2006-2007 · 3º in OK Liga, eliminato ai quarti di finale dei play-off. Eliminato ai quarti di finale di Coppa del Re. Eliminato alla fase a gironi di Champions League. - 2007-2008 · 4º in OK Liga, eliminato ai quarti di finale dei play-off. Finalista di Coppa del Re. Eliminato in semifinale di Eurolega. - 2008-2009 · 2º in OK Liga, eliminato in semifinale dei play-off. Vince la Coppa del Re (2º titolo). Finalista di Eurolega. - 2009-2010 · 3º in OK Liga. Vince la Coppa del Re (3º titolo). Vince la Supercoppa di Spagna (1º titolo). Finalista di Eurolega. - 2010-2011 · 7º in OK Liga. Eliminato in semifinale di Coppa del Re. Vince la Supercoppa di Spagna (2º titolo). Eliminato alla fase a gironi di Eurolega. - 2011-2012 · 10º in OK Liga. Eliminato alla fase a gironi di Eurolega. - 2012-2013 · 5º in OK Liga. Eliminato ai quarti di finale di Coppa del Re. Finalista di Coppa CERS. - 2013-2014 · 3º in OK Liga. Eliminato in semifinale di Coppa del Re. Eliminato ai quarti di finale di Coppa CERS. - 2014-2015 · 4º in OK Liga. Vince la Coppa del Re (4º titolo). Finalista di Eurolega. - 2015-2016 · 2º in OK Liga. Finalista di Coppa del Re. Eliminato in semifinale di Supercoppa di Spagna. Eliminato ai quarti di finale di Eurolega. - 2016-2017 · 4º in OK Liga. Eliminato in semifinale di Coppa del Re. Eliminato in semifinale di Supercoppa di Spagna. Eliminato alla fase a gironi di Eurolega. Vince la Coppa Intercontinentale (1º titolo). - 2017-2018 · 11º in OK Liga. Eliminato alla fase a gironi di Eurolega. - 2018-2019 · 11º in OK Liga. - 2019-2020 · 14º in OK Liga. Retrocesso in OK Liga Plata. - 2020-2021 · 15º in OK Liga. Retrocesso in OK Liga Plata. - 2021-2022 · In OK Liga Plata. |

## Palmarès

### Competizioni nazionali
6 trofei
- Coppa del Re: 4

1999, 2009, 2010, 2015
- Supercoppa di Spagna: 2

2009, 2010

### Competizioni internazionali
2 trofei
- Coppa CERS/WSE: 1

2000-2001
- Coppa Intercontinentale: 1

2016

## Statistiche

### Partecipazioni ai campionati
| Livello | Categoria         | Partecipazioni | Debutto   | Ultima stagione | Totale |
| ------- | ----------------- | -------------- | --------- | --------------- | ------ |
| 1º      | División de Honor | 27             | 1970-1971 | 2001-2002       | 46     |
| 1º      | OK Liga           | 19             | 2002-2003 | 2020-2021       | 46     |
| 2º      | Primera División  | 6              | 1969-1970 | 1989-1990       | 7      |
| 2º      | OK Liga Plata     | 1              | 2021-2022 | 2021-2022       | 7      |

### Partecipazioni alla coppe nazionali
| Competizione                         | Partecipazioni | Debutto | Ultima stagione |
| ------------------------------------ | -------------- | ------- | --------------- |
| Coppa del Generalissimo/Coppa del Re | 39             | 1965    | 2017            |
| Supercoppa di Spagna                 | 5              | 2005    | 2016            |

### Partecipazioni alla coppe internazionali
| Competizione                                 | Partecipazioni | Debutto   | Ultima stagione |
| -------------------------------------------- | -------------- | --------- | --------------- |
| Coppa dei Campioni/Champions League/Eurolega | 17             | 1996-1997 | 2017-2018       |
| Coppa CERS/WSE                               | 6              | 1980-1981 | 2013-2014       |
| Supercoppa d'Europa/Coppa Continentale       | 1              | 2001-2002 | 2001-2002       |
| Coppa Intercontinentale                      | 1              | 2016      | 2016            |